# Szachna-Benisz Fiszman
Szachna-Benisz Fiszman / Fischman / (ur. 1870 w Opatowie, zm. 1 lipca 1936 w Warszawie) – przedsiębiorca, gabaj synagogi, filantrop żydowskiego pochodzenia. Nazwisko Fiszmana prezentowane jest różnie w różnych dokumentach, na przykład jako Fischman.

## Życiorys
Urodził się w Opatowie w rodzinie żydowskiej, jako syn cadyka Pinchasa Haleviego.
Był właścicielem nieruchomości w Warszawie i sklepu z galanterią skórzaną. Równocześnie prowadził działalność dobroczynną, którą zajmował się przez całe życie. Działał jak sympatyk Towarzystwa Kultury Polskiej i Żydowskiego Komitetu Kolonii Letnich, tam poznał Janusza Korczaka i odtąd zaczął go wspierać.

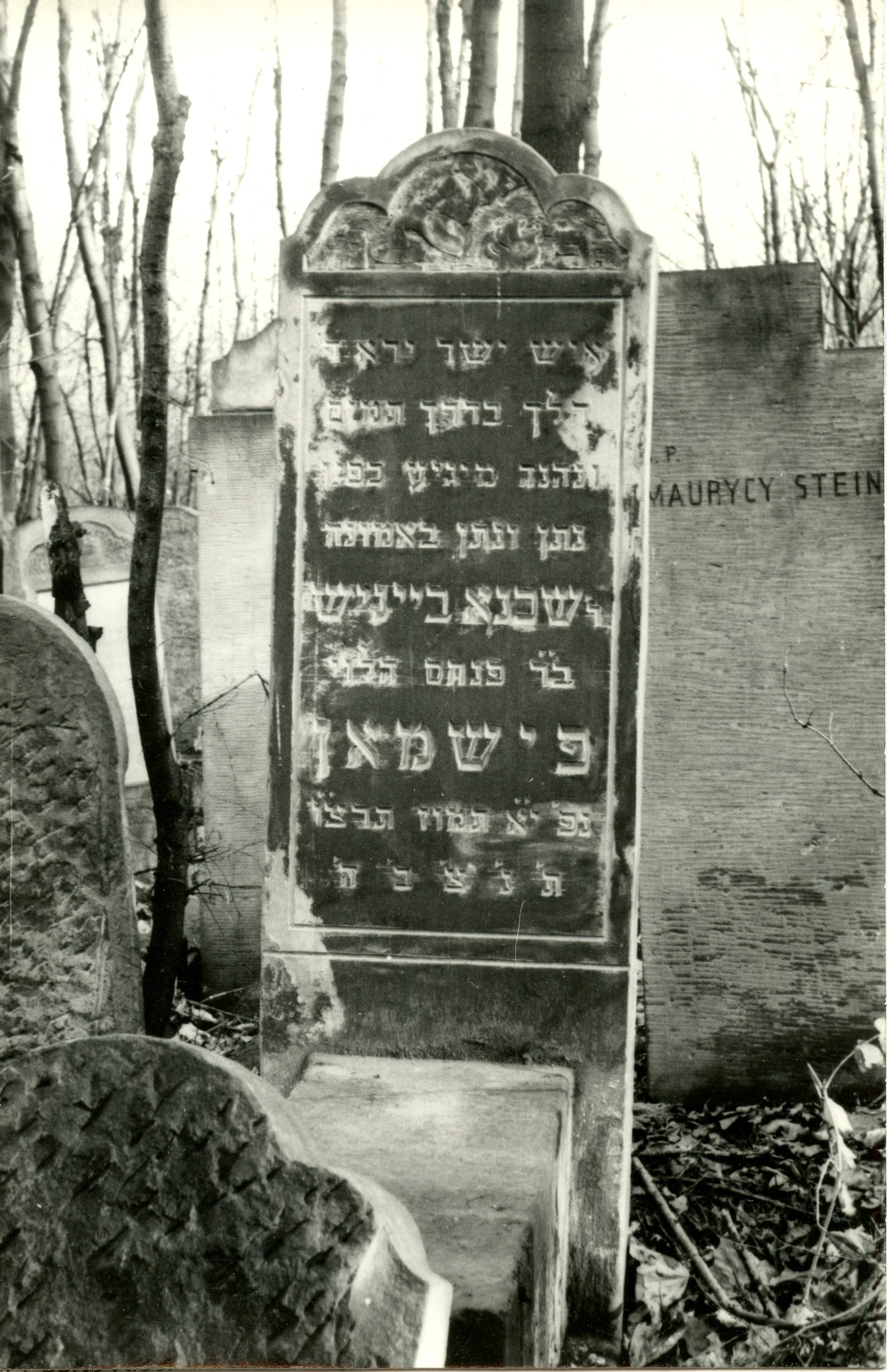
Grób Szachna-Benisza Fiszmana z 1936 r

Jego żoną była Esther Fiszman (ur. 1880 w Ćmielowie – według różnych świadectw zginęła w getcie warszawskim lub w obozie zagłady w Treblince). Urodziła się w rodzinie żydowskiej, jako córka Marka Bleiberga. Z Szachna-Beniszem Fiszmanem miała sześć córek i dwóch synów.
Dzieci:
- Chana Ida (ur. 17.10. 1901 w Opatowie – 11.08.1942 w obozie przejściowym w Mechelen(inne języki))[3][4], krawcowa do szycia miarowego, była żona Davidа Bajniszа Cylichа (ur. 29.03. 1897 w Nowe Miasto – 11.08.1942 w obozie przejściowym w Mechelen(inne języki))[5], miała syna Pinicha (ur. 15.10.1926 – 11.08.1942 w obozie przejściowym w Mechelen(inne języki))[6].
- Szaindla (ur. 10.07.1903 w Opatowie – 12.09.1942 w obozie przejściowym w Mechelen(inne języki))[7][8], krawcowa do szycia miarowego, była żona Leiba Owieczki, z małżeństwa z Leibem Owieczką miała syna Emilа Owieczkę (ur. 18 marca 1934 - zm. 18 kwietnia 2014 w Brukseli), który był właścicielem sklepu odzieżowego, mieszkał i pracował w Liège.
- Felia (ur. 1905 w Warszawie - zm. w getcie warszawskim), dentystka, była żona Marka Gruenspanа (ur. 1900 - zm. w getcie warszawskim), dentystka, miała dwóch synów: Pawła Gruenspana (ur. 21 października 1920 w Warszawie - zm. 30 stycznia 2000 w Szczecinie) lidera orkiestry jazzowej, pianistę, kompozytora[9] i Davida (ur. 1925? w Warszawie - zm. w getcie warszawskim), żydowskiego działacza ruchu oporu podczas II wojny światowej, który był członkiem Żydowskiej Organizacji Bojowej, uczestnikiem powstania w getcie warszawskim, o pseudonimie Jurek, był w oddziale Marka Edelmana[10][11].
- Czarna (ur. 23 lutego 1907 w Warszawie - zm. 1981 w Brukseli), przedsiębiorca, była żona Banatа (Bernardа) Unikowskiego (ur. 1904 - zm. 1990 w Brukseli), miała dwoje dzieci: syna Charlesа (ur. 5 marca 1937 - 20 marca 2025), рrawnika i córkę Friedę (1935), wolnego zawodu.
- Debora (ur. 1913 w Warszawie - zm. w getcie warszawskim), studentka.
- Max Fishman (ur. 12.12.2015 w Warszawie – w 24.09.1985 w Kiszyniowie) kompozytor, pianista, pedagog[12][13][14]. Jego żoną była Lidia Axionovа ((ur. 19.07.1923 w Engelsie - w 18.09.2019 Kiszyniowie), profesor, dyrygentka, Honorowa Artystka Mołdawskiej SRR[15][16][17][18] z którą miał dwóch synów: Băno Axionova (ur. 2 kwietnia 1946 w Mińsku), aktora, reżysera, scenarzystę, pedagoga teatru, posiadacza tytułu Zasłużony Artysta Mołdawskiej SRR[19][20][21] i Artura Aksenova (ur. 5 lipca 1956 w Kiszyniowie), pianistę i pedagoga[22][23][24] [25].

Szachna-Benisz Fiszman został pochowany na cmentarzu żydowskim przy ulicy Okopowej w Warszawie (kwatera 92, rząd 3). Stela jego nagrobka leży przewrócona na ziemi.